# ヒュッテ (雑誌)
『ヒュッテ』（HÜTTE) は、山と溪谷社が発行していた女性向け登山専門誌。
山と溪谷社が2010年に別冊山と溪谷として創刊し、2014年で休刊になっている。全12号。
本誌以外の女性向け登山雑誌に『ランドネ』（枻出版社）がある。